# Karin Stüwe
Karin Stüwe – niemiecka kolarka torowa reprezentująca NRD, brązowa medalistka mistrzostw świata.

## Kariera
Największy sukces w karierze Karin Stüwe osiągnęła w 1965 roku, kiedy na torowych mistrzostwach świata w San Sebastián zdobyła brązowy medal w sprincie indywidualnym. W zawodach tych wyprzedziły ją jedynie dwie reprezentantki ZSRR: Walentina Sawina oraz Galina Jermołajewa. Ponadto Stüwe zdobywała medale torowych mistrzostw kraju: srebrne w sprincie indywidualnym w latach 1961, 1962, 1965 i 1969, siedem medali w wyścigu na 500 m, w tym złote w latach 1961-1963 oraz brązowy medal w indywidualnym wyścigu na dochodzenie w 1967 roku.